# Супутниковий інтернет
Супутниковий інтернет — спосіб забезпечення доступу до мережі Інтернет з використанням технологій супутникового зв'язку (як правило, в стандарті DVB — S або DVB — S2).

## Розвиток супутникового інтернету
Традиційна схема супутникового зв'язку, яка зародилася в 60-ті роки на базі тоді ще недосконалих і малопотужних ШСЗ, передбачає наявність двох або декількох земних приймально-передавальних станцій з антенами діаметром 12 … 30 м, що обмінюються великими потоками інформації (магістральний зв'язок). Найбільшого розвитку цей напрямок досяг в 70-х і на початку 80-х років, коли частка супутникового трафіку становила 10 % від загального обсягу далекого трансконтинентального зв'язку і понад 30 % трансатлантичного трафіку.

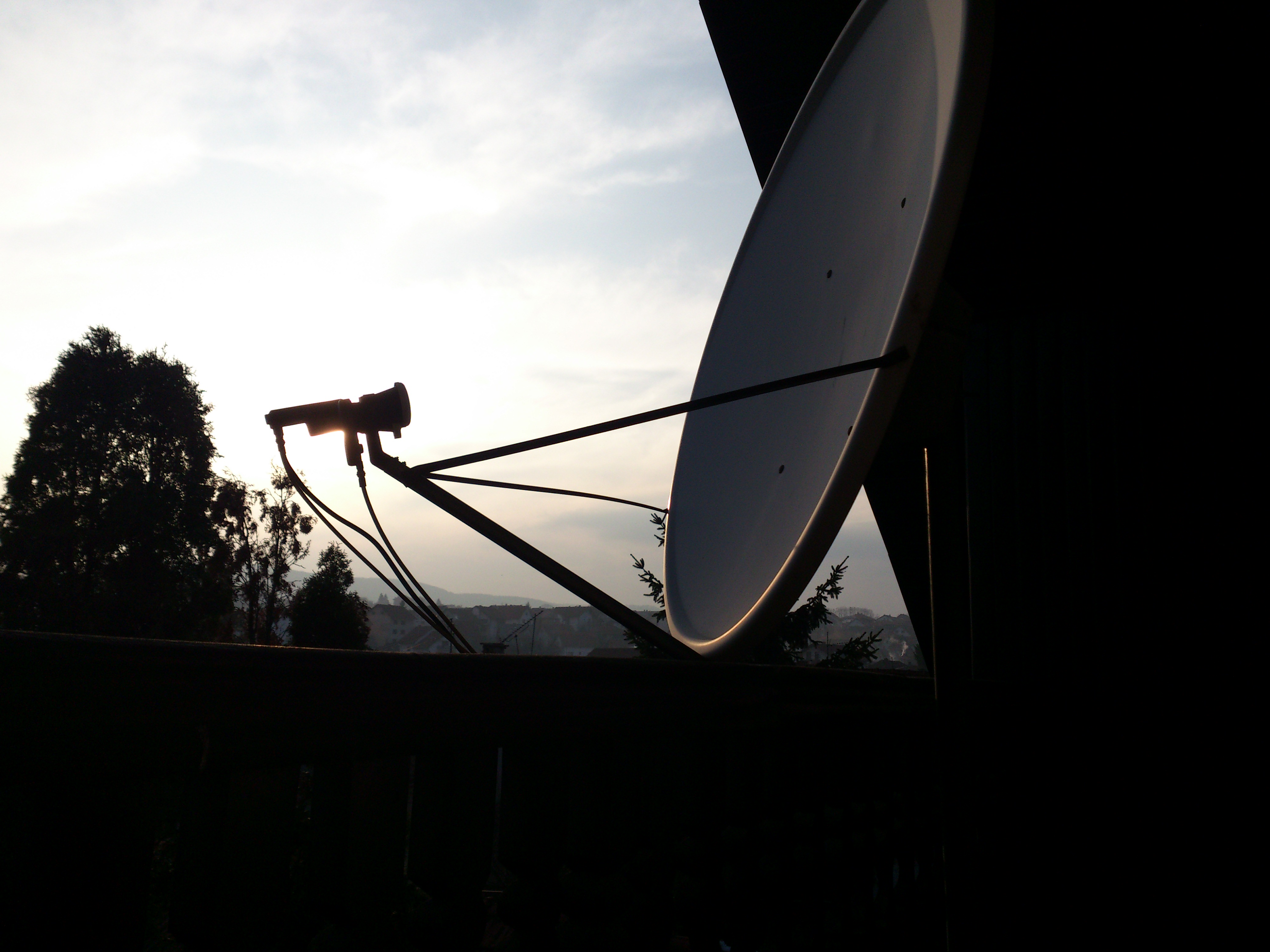

З розвитком волоконно-оптичної техніки, появою недорогих оптичних кабелів з гранично малим загасанням, що володіють до того ж пропускною здатністю, сфера використання супутників перемістилася на рівень зонового та відомчого зв'язку — систем зв'язку з порівняно невеликим трафіком і великим числом абонентів, довільним чином розподілених на значній території, коли будівництво наземних ліній виявляється неефективним. Прикладом такого використання служать мережі радіальної або змішаної структури з однією центральною і великим числом малих земних станцій (VSAT — Very Small Aperture Terminal). У світі функціонує, за деякими оцінками, понад 500 тисяч таких станцій. У мережах VSAT здійснюється обмін інформацією різного роду (телефонія, передача даних, телеконференцзв'язок) на швидкостях від 32 кбіт / с до 1,5 … 2 Мбіт / с, широко застосовуються системи з динамічним перерозподілом ресурсу (надання каналів на вимогу, придушення несучої в паузі мови і т. д.), завдяки чому вони ефективно використовують супутникові ємності й виявляються економічно окупними.
У галузі телевізійного мовлення центр ваги використання супутників також поступово перемістився з обміну телевізійними програмами між організаціями мовлення (Євробачення, світова мережа обміну через супутники «Інтелсат») до розподілу програм на головні станції кабельних мереж і далі, до безпосереднього телевізійного мовлення з прийомом програм абонентами з космосу на невеликі антени діаметром 60 … 80 см. Сучасні мовні супутники володіють енергетичним потенціалом в 10 і більше кіловат і забезпечують одночасну трансляцію в цифровій формі понад 100 телевізійних програм. Розміщення в одній орбітальній позиції декількох супутників, що працюють в сусідніх ділянках спектра, дозволило довести число одночасно переданих програм до 500 (угруповання Hot Bird в точці 13О с.д., ASTRA в точці 19,2 про с.д.).
Наступним помітним кроком у застосуванні супутників стало використання супутникових каналів у глобальній інформаційній мережі Інтернет. Широкому розповсюдженню супутникових каналів на магістральних ділянках мережі заважає порівняно велика тимчасова затримка сигналу на трасі через геостаціонарний супутник (сумарно понад 250 мс), що порушує роботу багатьох мережевих протоколів. Однак на низових ділянках (лінії до місцевих Інтернет-провайдерів і індивідуальним абонентам) вдається обійти це ускладнення, обмежуючи швидкість передачі інформації до кожного окремого абоненту.

## Варіанти забезпечення доступу
Існує два способи обміну даними через супутник:
- односторонній (one — way), такий, що іноді називається також «асиметричним» — коли для прийому даних використовується супутниковий канал, а для передачі — доступні наземні канали.
- двосторонній (two — way), такий, що іноді називається також «симетричним» — коли і для прийому, і для передачі використовуються супутникові канали.

## Двосторонній супутниковий Інтернет
Найбільш широке поширення отримали VSAT-технології. При двосторонньому супутниковому зв'язку дані як приймаються з супутника, так і передаються назад також через супутник. Цей спосіб є дуже якісним, оскільки дозволяє досягати великих швидкостей при передачі і відправленні, але він є досить дорогим і вимагає отримання дозволу на радіопередавальне устаткування (втім, останнє провайдер часто бере на себе). Висока вартість двостороннього інтернету виявляється повністю виправданою за рахунок в першу чергу набагато надійнішого зв'язку. На відміну від одностороннього доступу, двосторонній супутниковий інтернет не потребує ніяких додаткових ресурсів (не враховуючи електроживлення, звичайно ж).
Особливістю «двостороннього» супутникового доступу в Інтернет є досить велика затримка на каналі зв'язку. Поки сигнал дійде від абонента до супутника і від супутника до Центральної станції супутникового зв'язку — пройде близько 250 мс. Стільки ж треба на подорож назад. Плюс неминучі затримки сигналу на обробці і на те, щоб пройти «по Інтернету». В результаті час пінгу на двосторонньому супутниковому каналі становить близько 600 мс і більше. Це накладає деяку специфіку на роботу додатків через супутниковий Інтернет і особливо сумно для завзятих геймерів.
Ще одна особливість полягає в тому, що устаткування різних виробників практично несумісне один з одним. Тобто, якщо ви вибрали одного оператора, що працює на певному типі устаткування (наприклад, ViaSat, Hughes, Gilat (SkyEdge), EMS, Shiron і т. ін.), то перейти ви зможете тільки до оператора, що використовує таке ж устаткування. Спроба реалізувати сумісність устаткування різних виробників (стандарт DVB — RCS) була підтримана дуже невеликою кількістю компаній, і на сьогодні є швидше ще однією з «приватних» технологій, чим загальноприйнятим стандартом.

## Устаткування для двостороннього супутникового Інтернету
Приймально-передавальна антена (істотно відрізняється від «приймальних» супутникових антен — передусім вимогами до точності виготовлення, механічної міцності і здатності витримувати установку досить важкого опромінювача і високочастотного блоку, тому вона помітно важче і дорожче). Найчастіше використовується Ku -діапазон, для якого потрібно антени діаметром 1,2—1,8 метра (розмір визначається вимогами не лише до прийому, але і до передачі). Через декілька років очікується поява послуг двостороннього супутникового Інтернету, що використовують перспективний Ka -діапазон, де можливе використання антен меншого діаметра.
Високочастотне устаткування — передавальний блок BUC (block — up converter) і приймальний блок LNB (low — noise block) встановлюється на опромінювані антени. Як правило BUC і LNB є універсальними, тобто не прив'язаними до супутникового терміналу. Проте, деякі виробники, наприклад Hughes, використовують свої BUC і LNB, не сумісні з устаткуванням інших виробників.
Супутниковий термінал — основне облаштування «двостороннього» супутникового доступу. Забезпечує прийом і передачу супутникового сигналу, взаємодію з центральним вузлом оператора супутникового Інтернету і передачу трафіку в локальну мережу користувача. Як правило, для підключення користувача використовується інтерфейс Ethernet 10/100Base — T. До терміналу може бути підключений як один комп'ютер, так і ціла локальна мережа, для якої здійснюватиметься доступ до Супутникового Інтернету. Налаштування з боку користувача при цьому мінімальні і нічим не відрізняються від будь-якого іншого підключення по локальній мережі.

## Односторонній супутниковий Інтернет
Односторонній супутниковий Інтернет має на увазі наявність у користувача якогось існуючого способу підключення до Інтернету. Як правило це повільний і/або дорогий канал (GPRS/EDGE, ADSL-підключення там, де послуги доступу в Інтернет розвинені погано і обмежені за швидкістю і т. ін.). Через цей канал передаються тільки запити в Інтернет. Ці запити поступають на вузол оператора (провайдера) одностороннього супутникового доступу (використовуються різні технології VPN-підключення або проксирування трафіку), а дані, отримані у відповідь на ці запити, передають користувачеві через широкосмуговий супутниковий канал. Оскільки більшість користувачів в основному отримують дані з Інтернету, то така технологія дозволяє отримати швидший і дешевший трафік, ніж повільні і дорогі наземні підключення. Об'єм же вихідного трафіку по наземному каналу (а значить і витрати на нього) стає досить скромним (співвідношення вихідний/вхідний — приблизно від 1/10 при вебсерфінгу, від 1/100 і краще при завантаженні файлів).
Природно, використати односторонній супутниковий Інтернет має сенс тоді, коли доступні наземні канали занадто дорогі і/або повільні. За наявності недорогого і швидкого «наземного» Інтернету — супутниковий Інтернет має сенс як резервний варіант підключення, на випадок пропажі або поганої роботи «наземного».

## Устаткування для одностороннього супутникового Інтернету
Супутникова плата (DVB-карта) для прийому сигналу в стандарті DVB — S або DVB — S2 . Може бути з інтерфейсом PCI, PCI — E або USB, вибір залежить від того, що вам зручніше підключати до комп'ютера. Краще використати плати з підтримкою DVB — S2, оскільки все більше операторів переходять на цей стандарт;
Супутникова антена («Тарілка»), така ж, як для прийому супутникового ТБ, як правило досить антени діаметром 90 см (але перевірте на сайті провайдера розмір конкретно для вашої місцевості).
Встановлюваний на антені підсилювач-конвертер (як правило — «універсальний конвертер Ku — діапазону», працюючий з лінійною поляризацією, але деякі провайдери працюють в круговій поляризації, можливо також і використання C-діапазону — перевірте на сайті провайдера).

## DVB-карта
DVB-карта (PCI) TT — budget S — 1401

Основна стаття: DVB-карта
Ядро супутникового Інтернету. Здійснює обробку даних, отриманих з супутника, і виділення корисної інформації. Існує безліч різних видів карт, але найвідоміші карти сімейства SkyStar. Основними відмінностями DVB-карт на сьогодні є максимальна швидкість потоку даних. Також до характеристик можна віднести можливість апаратного декодування сигналу, програмну підтримку продукту.

## Антена
Існують два типи супутникових антен: офсетні та прямофокусні.
Прямофокусні антени є «блюдцем» з перерізом у вигляді кола; приймач розташований прямо навпроти його центру. Вони складніше офсетних в налаштуванні і вимагають підйому на кут супутника, через що можуть «збирати» атмосферні опади. Офсетні антени за рахунок зміщення фокусу «тарілки» (точки максимального сигналу), встановлюються практично вертикально, і тому простіше в обслуговуванні. Діаметр антени вибирається відповідно до метеоумов і рівня сигналу необхідного супутника.

## Конвертер (LNB)
Конвертер виконує роль первинного перетворювача, який перетворює сигнал з супутника в сигнал проміжної частоти. Нині більшість конвертерів адаптована до тривалих дій вологи і ультрафіолетових променів. При виборі конвертера, в основному, слід звернути увагу на шумовий коефіцієнт. Для нормальної роботи варто вибирати конвертери зі значенням цього параметра в проміжку 0,25 — 0,30 dB.

## Програмне забезпечення
Існує два взаємодоповнюючі підходи до реалізації ПЗ для супутникового інтернету.
У першому випадку DVB -карта використовується як стандартний мережевий пристрій (працюючий тільки на прийом), а для передачі використовується VPN -туннель (багато провайдерів використовують PPTP («Windows VPN»), або OpenVPN на вибір клієнта, в деяких випадках використовується IPIP -туннель), можливі також інші варіанти. При цьому в системі відключається контроль заголовків пакетів. Запит йде на тунельний інтерфейс, а відповідь приходить з супутника (якщо не відключити контроль заголовків, система визнає пакет помилковим (для ОС Windows — не так)). Цей підхід дозволяє використати будь-які застосування, але має велику затримку. Більшість доступних в СНД супутникових провайдерів (SpaceGate (Ітелсат), Raduga — Internet, SpectrumSat) підтримують цей метод.
Другий варіант (іноді використовується спільно з першим): використання спеціального клієнтського ПЗ, яке за рахунок знання структури протоколу дозволяє прискорювати отримання даних (наприклад, проситься вебсторінка, сервер у провайдера переглядає її і відразу, не чекаючи запиту, посилає і картинки з цієї сторінки, вважаючи, що клієнт їх все одно запросить; клієнтська частина кешує такі відповіді і повертає їх відразу). Таке програмне забезпечення з боку клієнта зазвичай працює як HTTP і Socks -проксі. Приклади: Globax (SpaceGate + інші за запитом), Sprint (Raduga), Slonax (SatGate, ioSat).
У обох випадках можливе надання доступу до трафіку по мережі (у першому випадку іноді навіть можна мати декілька різних підписок супутникового провайдера і розділяти тарілку за рахунок особливого налаштування машини з тарілкою (потрібно Linux або FreeBSD, під Windows потрібно програмне забезпечення сторонніх виробників)).
Деякі провайдери (SkyDSL) в обов'язковому порядку використовують своє програмне забезпечення (що виконує роль і тунелю, і проксі), що часто також виконують клієнтський шейпінг і надають доступ до супутникового інтернету між користувачами (можливості використати відмінну від Windows ОС не дають).

## Переваги і недоліки
Можна виділити наступні плюси супутникового Інтернету: вартість трафіку в години найменшого завантаження, незалежність від наземних ліній зв'язку (при використанні GPRS або Wi — Fi як запитального каналу), велика кінцева швидкість (прийом), можливість перегляду супутникового ТБ і «риболовлі з супутника», можливість вільного вибору провайдера, при роботі через деяких операторів у вас буде не місцевий IP -адрес (SpaceGate — український, SkyDSL — німецький) внаслідок чого комерційні сервіси, які фільтрують IP-адреси неплатоспроможних країн і країн з поганою репутацією (крадіжка кредитних карт, кібершахрайство, зломи і таке інше, до числа яких входить Росія), працюватимуть коректно і без проксі. В основному це характерно для порноіндустрії і електронної комерції, а також при обмеженні свободи слова з боку уряду. Можуть бути і зворотні складнощі з сервісами, орієнтованими на конкретну країну.

### Недоліки
1. Необхідність купівлі спеціального устаткування.
2. Складність установки і налаштування.
3. Необхідність запитального каналу (цього недоліку немає в системах Two Way).
4. У загальному випадку нижча надійність в порівнянні з наземним підключенням (більша кількість компонентів, необхідних для безперебійної роботи).
5. Наявність обмежень (пряма видимість супутника) при встановленні антени.
6. Високий ping (затримка між відсиланням запиту і приходом відповіді). У деяких ситуаціях це критично. Наприклад, при роботі в інтерактивному режимі Secure Shell і X11, а також у розрахованих на багатьох користувачів онлайнових системах (та ж SecondLife не може взагалі працювати через супутник, шутер Counter Strike, Call of Duty — працює з проблемами) і систем прямої електронної торгівлі (FOREX, американський фондовий ринок, тощо).
7. Недоліком супутникового інтернету також є погані погодні умови. Наприклад, при сильних снігопадах і дощах зв'язок з інтернетом може пропадати або повністю зникнути. Але зазвичай такі періоди короткі і при правильному виборі обладнання з'єднання з ним буде гарантовано на 99 відсотків.